# Callum Doyle
Callum Craig Doyle (Mánchester, Inglaterra, Reino Unido, 3 de octubre de 2003) es un futbolista inglés. Juega de defensa y su equipo es el Manchester City F. C. de la Premier League.

## Trayectoria
Formado en las inferiores del Manchester City F. C., fue promovido al primer equipo en la temporada 2021-22 y enviado a préstamo al Sunderland A. F. C. de la League One. Disputó 44 encuentros en el club, ganando el ascenso a la segunda división mediante play-offs.
El 12 de julio de 2022 fue cedido al Coventry City F. C. de la EFL Championship por toda la temporada. En esta disputó 46 encuentros y alcanzaron la final de la promoción de ascenso. La siguiente volvió a ser prestado, esta vez al Leicester City F. C. Con este equipo ascendió a la Premier League y en agosto de 2024 acumuló otra cesión en el Norwich City F. C.

## Selección nacional
Es internacional en categorías inferiores por Inglaterra. Formó parte del plantel que ganó el Campeonato Europeo de la UEFA Sub-19 2022 y anotó un gol en la final.

## Clubes
| Club                            | País       | Año       |
| ------------------------------- | ---------- | --------- |
| Manchester City F. C.           | Inglaterra | 2021-     |
| Sunderland A. F. C. (préstamo)  | Inglaterra | 2021-2022 |
| Coventry City F. C. (préstamo)  | Inglaterra | 2022-2023 |
| Leicester City F. C. (préstamo) | Inglaterra | 2023-2024 |
| Norwich City F. C. (préstamo)   | Inglaterra | 2024-2025 |

## Palmarés

### Títulos nacionales
| Título           | Equipo               | País       | Año  |
| ---------------- | -------------------- | ---------- | ---- |
| EFL Championship | Leicester City F. C. | Inglaterra | 2024 |

### Títulos internacionales
| Título                               | Equipo                         | Sede       | Año  |
| ------------------------------------ | ------------------------------ | ---------- | ---- |
| Campeonato Europeo de la UEFA Sub-19 | Selección sub-19 de Inglaterra | Eslovaquia | 2022 |